# Lagebericht
Der Lagebericht (englisch management report) ist in der internationalen Rechnungslegung und beim Jahresabschluss eine Darstellung des Geschäftsverlaufs des abgelaufenen Geschäftsjahrs, des Geschäftsergebnisses, der aktuellen Lage sowie im Rahmen des Risikoberichts auch der Risiken eines Unternehmens.

## Allgemeines
Mittelgroße und große Kapitalgesellschaften haben einen solchen Bericht jeweils zusammen mit ihrem Jahresabschluss mit Bilanz, Gewinn- und Verlustrechnung und Anhang zu erstellen. Der Bericht soll die derzeitige und zukünftige Situation des Unternehmens zu den Chancen und Risiken darstellen. Er muss ein den tatsächlichen Verhältnissen entsprechendes Bild vermitteln (§ 289 HGB).

## Berichtsteile
Die Notwendigkeit eines Lageberichtes ergibt sich aus § 289 HGB. Für Konzernlageberichte ist zusätzlich DRS 20 zu beachten. Dies gilt auch für Lagebericht von Einzelabschlüssen (faktische Anwendungspflicht), sofern dadurch der Gesetzestext des HGB konkretisiert wird. Gemäß den deutschen Rechnungslegungsstandards unterliegt der Lagebericht den konstitutionellen Kriterien der Klarheit und Übersichtlichkeit.
Untergliederung:
- Geschäftstätigkeit und Rahmenbedingungen,
- Ertragslage,
- Vermögenslage oder
- Finanzlage,
- Corporate Social Responsibility[1].

Große Kapitalgesellschaften müssen weiterhin auch nicht-finanzielle Leistungsindikatoren angeben.

## Gesetzliche Lageberichtspflicht
Den Lagebericht (Wirtschaftsbericht gem. § 289 Abs. 1 und Abs. 3 HGB) müssen erstellen:
- große und mittelgroße Kapitalgesellschaften (§ 264 Abs. 1 Satz 1, § 267 HGB) → z. B. die AG, GmbH, Ltd.
- große und mittelgroße Personengesellschaften, in denen keine natürliche Person als Gesellschafter unmittelbar oder mittelbar voll haftet (§ 264a, § 264 Abs. 1, § 267 HGB) → z. B. GmbH & Co. KG, Ltd. & Co. KG
- nach § 5 Abs. 2 Publizitätsgesetz rechnungslegungspflichtige Unternehmen, Genossenschaften (§ 336 HGB), Kreditinstitute (§ 340a Abs. 1 HGB) und Versicherungsunternehmen (§ 341a Abs. 1 HGB)[2]
- nach § 23 Abs. 1 Rundfunkstaatsvertrag (RStV) private Rundfunkveranstalter

Kleine Kapitalgesellschaften sind von der Pflicht zur Aufstellung eines Lageberichts befreit.
Seit dem Geschäftsbericht 2006 sind große Kapitalgesellschaften verpflichtet, für den Unternehmenserfolg wichtige nicht-finanzielle Leistungsindikatoren in die Lageberichterstattung einzubeziehen. So müssen zumindest Angaben über den Geschäftsverlauf und die Lage des Unternehmens (wirtschaftliche Rahmenbedingungen, Marktanteile, Produktionsprogramm) enthalten sein.
Im Lagebericht ist auch einzugehen auf:
- Prognosebericht (gem. § 289 Abs. 1 HGB),
- Chancenbericht (gem. § 289 Abs. 2 HGB),
- Risikobericht (gem. § 289 Abs. 2 Nr. 1 HGB),
- Forschungsbericht (gem. § 289 Abs. 2 Nr. 2 HGB),
- Umweltbericht,
- Zweigniederlassungsbericht (gem. § 289 Abs. 2 Nr. 3 HGB).

Der Überblick soll Gläubigern das Bild aus Bilanz und Gewinn- und Verlustrechnung abrunden.
Seit dem BilRUG ist der Nachtragsbericht (Früher gem. § 289 Abs. 2 Nr. 1 HGB) nicht mehr im Lagebericht zu finden. Er ist nun Bestandteil des Anhangs (gem. § 285 Nr. 33 HGB).

## Sonstiges
Lagebericht nennt man auch zusammenfassende, oft vertrauliche oder geheime Berichte an Führungspersonen, Management oder Führungsorgane von Militär oder Staat. Zum Beispiel erhält das deutsche Bundeskanzleramt Lageberichte vom Bundesnachrichtendienst und vom Auswärtigen Amt. Die Partei- und Staatsführung der DDR erhielt Lageberichte u. a. vom Ministerium für Staatssicherheit.